# La Saga des émigrants
 (mars 2016).
Si vous disposez d'ouvrages ou d'articles de référence ou si vous connaissez des sites web de qualité traitant du thème abordé ici, merci de compléter l'article en donnant les références utiles à sa vérifiabilité et en les liant à la section « Notes et références ».

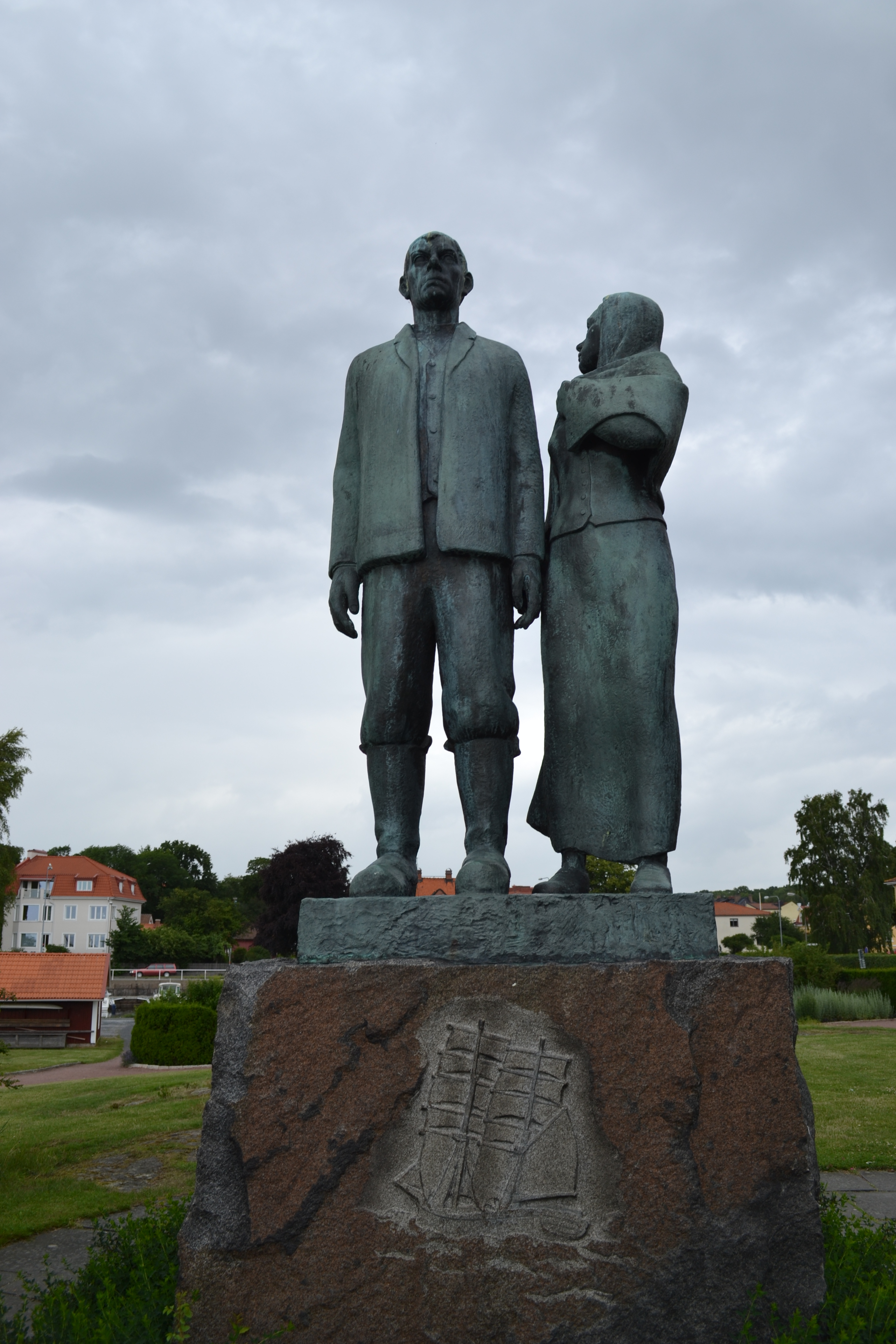
Statue des deux personnages principaux du cycle, Karl Oskar et Kristina, à Karlshamn.

La Saga des émigrants (Utvandrarserien) est une série romanesque de l'écrivain suédois Vilhelm Moberg. Elle se compose de quatre romans : Utvandrarna (1949), Invandrarna (1952), Nybyggarna (1956) et Sista brevet till Sverige (1959).
Elle prend place au milieu du XIXe siècle et suit les pérégrinations de Karl Oskar Nilsson, un paysan suédois acculé par la misère qui prend la décision difficile d'émigrer aux États-Unis avec toute sa famille. Au terme d'un voyage éprouvant, il s'installe dans le Minnesota et participe à la fondation d'une colonie suédoise dans l'actuel comté de Chisago.

## Adaptations
La série a été adaptée au cinéma par Jan Troell en deux films, chacun couvrant les événements de deux romans : Les Émigrants (1971) et Le Nouveau Monde (1972). Les rôles principaux sont interprétés par Max von Sydow et Liv Ullmann.
Il existe également une comédie musicale, Kristina från Duvemåla, écrite par Benny Andersson et Björn Ulvaeus et jouée pour la première fois en 1995.

## Traductions
Une traduction française de La Saga des émigrants réalisée par Philippe Bouquet a paru en 1999 chez Gaïa Éditions. Elle est divisée en huit volumes :
1. Au pays
2. La Traversée
3. Le Nouveau Monde
4. Dans la forêt du Minnesota
5. Les Pionniers du lac Ki-Chi-Saga
6. L'Or et l'Eau
7. Les Épreuves du citoyen
8. La Dernière Lettre au pays natal

Gaïa Éditions a également édité une intégrale en deux volumes.
Au format poche, la série est éditée en cinq tomes chez Le Livre de poche :
1. Au pays
2. La Traversée
3. La Terre bénie (reprend Le Nouveau Monde et Dans la forêt du Minnesota)
4. Les Pionniers du Minnesota (reprend Les Pionniers du lac Ki-Chi-Saga et L'Or et l'Eau)
5. Au terme du voyage (reprend Les Épreuves du citoyen et La Dernière Lettre au pays natal)